# Emanuel Wynne
Emanuel Wynne (Francia, 1650 – Caraibi, 1700 circa) è stato un pirata francese.

Jolly Roger

Emanuel Wynne nacque in Francia intorno al 1650; iniziò la sua carriera di pirata verso la fine del XVII secolo al largo delle coste della Carolina assaltando le navi mercantili inglesi. Poi si trasferì ai Caraibi dove ricavò maggiori profitti.
Fu il primo a sventolare, agli inizi del Settecento, la famosa bandiera pirata denominata Jolly Roger. La sua consisteva in un cranio con le ossa incrociate che poggiava su una clessidra, a significare che il tempo per i nemici fosse finito.